# Площадь Плеханова (Липецк)
Пло́щадь Плеха́нова — одна из центральных площадей города Липецка. Расположена на пересечении улиц Плеханова и Зегеля (Советский и Правобережный округа).
Площадь была образована в ноябре 1972 года и названа в честь революционера, основоположника российского марксизма Г. В. Плеханова. Здесь разместили прямоугольное в плане здание Дома быта (дом № 3а, открыт 5 декабря 1972 года; сейчас — остекленный бизнес-центр «Европорт», реконструкция проведена архитектором С. Г. Кулагиной) и здание облсовпрофа. 19 февраля 1974 года на площади Плеханова, 5, открылся Центральный универмаг (ЦУМ; арх. А. К. Кузьмина), рассчитанный на 300 рабочих мест; ныне закрыт, проводится реконструкция.
Дом № 1 — Дом радио и печати (арх. А. П. Пальнов и Л. А. Найденкова), дом № 4 — здание финансово-банковских работников (арх. А. К. Кузьмина).
В 1970-х годах под площадью Плеханова проложили подземный переход (арх. Т. К. Соколова).
19 июля 2008 года в центре площади открылся памятник основателям Липецка. Он представляет собой металлический столб с фигурой ангела-хранителя на вершине; у подножия — скульптуры людей разных сословий петровской эпохи. Автор — А. Е. Вагнер.

## Транспорт
До площади Плеханова можно добраться следующими видами общественного транспорта: Автобусы 2, 9т, 12, 33, 33а, 300, 302, 315, 352, ост.: «Пл. Плеханова».
Автобусы 36, 300, 306, 322, 325, 345, 359, ост.: «Ул. Зегеля».